# Hispania Lineas Aéreas
Hispania Lineas Aéreas (im Außenauftritt verkürzt Hispania) war eine auf dem Flughafen Palma de Mallorca beheimatete spanische Charterfluggesellschaft, die ihren Flugbetrieb im Sommer 1989 eingestellt hat.

## Geschichte

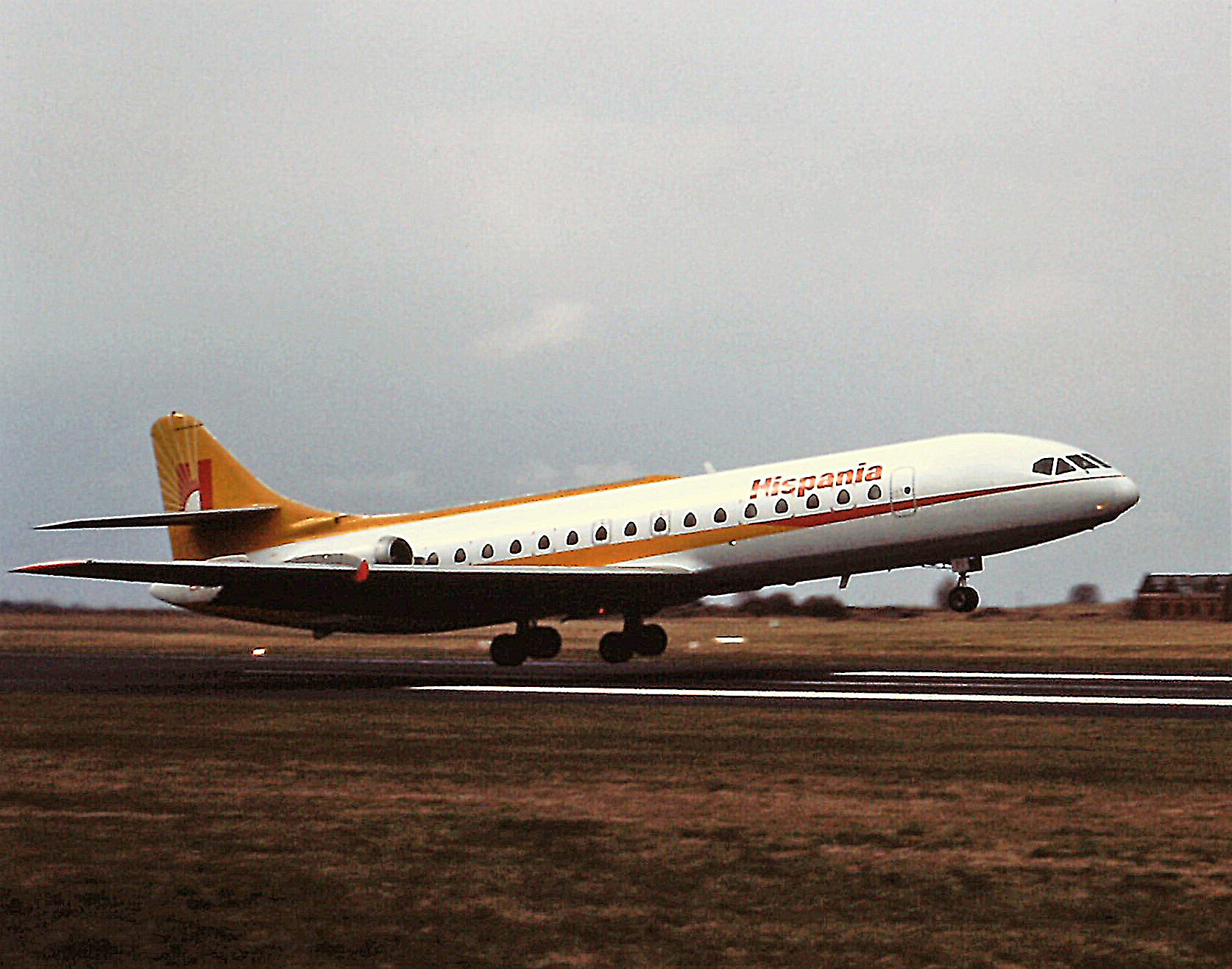
Caravelle der Hispania, Coventry 1986

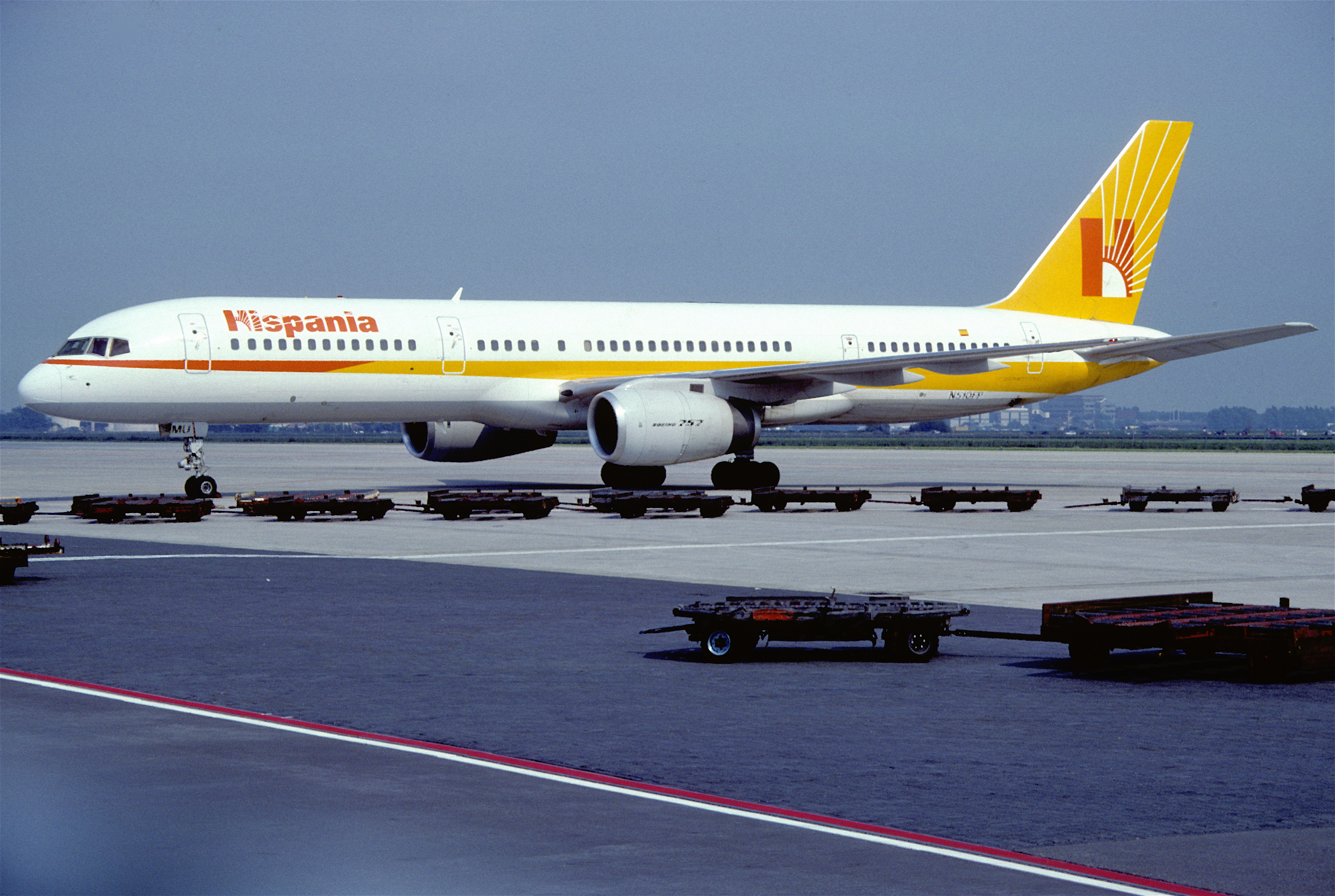
Boeing 757 der Hispania, 1989

Hispania wurde Ende 1982 mit staatlicher Finanzhilfe von ehemaligen Mitarbeitern der kurz zuvor aufgelösten Fluggesellschaft Trabajos Aéreos y Enlaces (TAE) in Palma de Mallorca gegründet. Die Aufnahme des Flugbetriebs erfolgte am 28. April 1983 mit vier Maschinen des Typs Sud Aviation Caravelle 10R, die von der insolventen Transeuropa stammten. Anfänglich flog Hispania hauptsächlich Ziele in Großbritannien und Westdeutschland an. Im Jahr 1985 wurde die Flotte mit einer von Transavia Holland geleasten Boeing 737-200 erweitert und erstmals mehr als 600.000 Passagiere befördert. Die irische Aer Lingus beteiligte sich im November 1985 mit 25 Prozent an der Gesellschaft. Nach der Auslieferung von werksneuen Boeing 737-300 wurden die verbliebenen Maschinen des Typs Caravelle im Frühjahr 1987 verkauft. Im selben Jahr konnte Hispania den britischen Reiseveranstalter Thomson Travel als Kunden gewinnen und dadurch ihr Streckennetz deutlich auszubauen. In der Sommersaison 1987 wurden etwa 40 europäische Städte angeflogen.
Da die Reichweite der eigenen Flugzeuge keine Direktflüge zwischen den Kanarischen Inseln und den finnischen Städten Helsinki und Tampere zuließ, mietete Hispania im Jahr 1988 zwei Douglas DC-8-61 von der kanadischen Nationair Canada. Anfang 1989 übernahm die Gesellschaft zwei eigene Boeing 757-200, die über die erforderliche Reichweite verfügten. Zur gleichen Zeit geriet Hispania in wirtschaftliche Schwierigkeiten. Das Unternehmen plante die Aufnahme von Linienflügen, um die Auslastung der Flugzeuge zu verbessern, erhielt aber von der spanischen Regierung keine entsprechende Betriebserlaubnis. Mehrere Fluggesellschaften zeigten Interesse an einer Übernahme der Hispania, insbesondere mit der irischen Aer Lingus und der spanischen Air Europa wurden intensive Verhandlungen geführt, die aber erfolglos blieben. Am 15. Juli 1989 stellte die Gesellschaft den Flugbetrieb ein und meldete kurz darauf Konkurs an.

## Flotte
- Boeing 737-200 und 737-300
- Boeing 757-200
- Douglas DC-8-61 (geleast von Nationair Canada)
- Sud Aviation Caravelle 10R